# Subotičko atletičko nogometno društvo
Il Subotičko atletičko nogometno društvo, in italiano Associazione atletico-calcistica di Subotica, meglio noto con l'acronimo SAND, fu una società calcistica jugoslava con sede nella città di Subotica. Dal 1941 fino alla cessazione dell'attività, nel 1945, fu una società ungherese.
Fu una delle più importanti società della Subotički nogometni podsavez, la sottofederazione di Subotica.

## Storia
Il club viene fondato il 6 giugno 1920 a Subotica sulle fondamenta del MTE (Munkás Testedző Egyesület, it. "Associazione Allenatori Operai"), società che era stata chiusa il 6 aprile 1920. I colori sociali erano il rosso ed il nero.
Il SAND è apparso nei titoli della stampa nel 1921, quando rappresentò la selezione della sottofederazione di Subotica contro l'omologa di Szeged, pochi giorni prima di una gara di campionato, il 22 giugno 1921, contro il rivali del JSD Bačka, terminata 6–4 per il SAND. Il Bačka protestò vivacemente presso il consiglio d'amministrazione della sottofederazione e presso la federazione jugoslava, chiedendo di squalificare il SAND poiché nella gara fra selezioni aveva utilizzato solo 4 calciatori locali, mentre i restanti erano ungheresi tesserati ad hoc per l'occasione..
Nel campionato del 1927 si piazzò al 4º posto su sei squadre e due dei suoi migliori giocatori, Miloš Beleslin e Geza Šifliš, vennero convocati dalla nazionale jugoslava, impegnata alle Olimpiadi del 1928.
Nell'aprile 1930, battendo in finale il SAŠK (2–2 a Sarajevo, 2–1 a Subotica) vinse il suo unico trofeo nazionale: la Savezni kup JNS-a (la "Coppa federale della JNS").
Il 6 aprile 1941 le potenze dell'Asse cominciarono l'invasione della Jugoslavia. Il 17 i balcanici si arresero ed il Regno di Jugoslavia venne smembrato fra i paesi vincitori (Germania, Italia, Ungheria e Bulgaria) e nacque anche lo Stato Indipendente di Croazia (comprendente Croazia e Bosnia). Il SAND entrò a far parte dei campionati ungheresi e cambiò il nome in Szabadkai MTE.
Una volta liberata la città dall'Esercito Popolare di Liberazione della Jugoslavia nel 1944, le attività del club SAND non furono mai riprese poiché tutti i club furono chiusi nel giugno 1945 dalle autorità comuniste.
Lo stadio del SAND è stato il primo del paese a dotarsi dell'illuminazione elettrica negli anni '30.

## Palmarès

### Competizioni nazionali
- Coppa della federazione jugoslava: 1

1930

### Competizioni regionali
- Campionato della sottofederazione calcistica di Subotica: 4

1927, 1928, 1929, 1940

## Calciatori
I principali giocatori del club furuno:
- Miloš Beleslin
- Janoš Horvat
- Mihalj Kečkeš
- Geza Šifliš